# Vanadium(IV)oxide
Vanadium(IV)oxide (VO2) is een anorganische verbinding met vanadium. Het is een zwart poeder.

## Synthese
Vanadium(IV)oxide kan bereid worden door de reductie van vanadium(V)oxide met zwaveldioxide:
{\displaystyle {\ce {V2O5 + SO2 -> 2VO2 + SO3}}}